# Diospyros fengii
Diospyros fengii är en tvåhjärtbladig växtart som beskrevs av Cheng Yih Wu. Diospyros fengii ingår i släktet Diospyros och familjen Ebenaceae. Inga underarter finns listade i Catalogue of Life.